# Fengquan
Fengquan är ett stadsdistrikt i Xinxiang i Henan-provinsen i norra Kina.